# 澎湖縣議會議員列表
澎湖縣議員列表，列舉歷任澎湖縣議會議員。

## 第1屆
- 期間：民國39年10月27日~42年1月15日(1950-1953)
- 議長：鄭大洽
- 副議長：陳乾坤
- 議員：黃見享、劉知用、許瑞慶、周素雲、陳雲、洪文周、蔡團圓、鄭春滿、鄭暻文、吳再此、蔡吉雄、陳本、陳明隱等共15席。（吳再此議員於民國40年11月7日出缺，於41年2月10日進行補選投票，由顏榮華當選）

## 第2屆
- 期間：民國42年1月16日~44年1月15日(1953-1955)
- 議長：鄭大洽
- 副議長：許瑞慶
- 議員：郭石頭、劉靖男、鄭春滿、莊東、陳雲、李長流、蔡孟凱、許記盛、李韻超、陳乾坤、吳文義、黃大星、陳本、陳明隱等共16席。

## 第3屆
- 期間：民國44年1月16日~47年2月20日(1955-1958)
- 議長：莊東
- 副議長：鄭春滿
- 議員：洪耀澎、鄭暻文、查建軍、林聯登、林長禮、蔡團圓、許得佐、陳伊邦、許周素雲、許陳錦鶴、陳乾坤、吳文義、徐金貴、陳本、陳聯川等共17席。

## 第4屆
- 期間：民國47年2月21日~50年2月20日(1958-1961)
- 議長：鄭大冾
- 副議長：鄭春滿
- 議員：蔡明清、藍丁貴、張晚、蔡團圓、許記盛、劉韻奎、蔡福田、陳伊族、王明發、呂清水、許素葉、吳文義、劉再全、許財、陳明隱等共17席。

## 第5屆
- 期間：民國50年2月21日~53年2月20日(1961-1964)
- 議長：鄭大洽（至1963年6月1日）、莊東（1963年7月15日起）
- 副議長：鄭春滿
- 議員：蔡福田、許等爵、許記盛、高宗萬、尹楚琳、藍丁貴、陳伊鋒、鄭春滿、陳明廷、蔡團圓、呂清水、許周素雲、李許春蘭、呂佛會、吳文義、葉開佛、藍添福、顏順衷等20席。

## 第6屆
- 期間：民國53年2月21日~57年2月20日(1964-1969)
- 議長：藍丁貴
- 副議長：蔡團圓
- 議員：林聯登、尹楚琳、王昌定、蔡福田、鄭春滿、許素葉、許呂淑女、許等爵、陳伊鋒、高龍雄、陳換良、林長禮、吳文義、呂媽帝、藍添福、葉開佛、顏順衷等共19席。

## 第7屆
- 期間：民國57年2月21日~62年4月30日(1968-1973)
- 議長：藍丁貴
- 副議長：蔡團圓
- 議員：蔡福田、林長禮、許等爵、陳竹林、陳換良、許瑞慶、林聯登、張動九、許素葉、許記盛、陳伊鋒、吳明朗、許祖要、陳鄭淑君、葉開佛、藍添福、呂允棟等19席。

## 第8屆
- 期間：民國62年5月1日~66年12月29日(1973-1977)
- 議長：許記盛
- 副議長：藍添福
- 議員：林聯登、楊國夫、許瑞慶、許素葉、陳伊鋒、阮觀智、蔡福田、吳明朗、蔡團圓、張動九、陳換良、許宣武、高清主、陳鄭淑君、謝文周、葉開佛、呂進祐等共19席。

## 第9屆
- 期間：民國66年12月30日~71年2月28日(1977-1982)
- 議長：許素葉
- 副議長：高清主
- 議員：顏重慶、陳明吉、涂順發、許瑞慶、許石柳、楊國夫、胡松榮、張動九、許記盛、鄭永發、陳西南、林興傑、吳紅葉、許佛佑、謝文周、藍添福、呂進祐等共19席。

## 第10屆
- 期間：民國71年3月1日~75年2月28日(1982-1986)
- 議長：陳西南
- 副議長：鄭永發
- 議員：黃建築、蔡豐盛、張滿淑、許麗音、許素葉、許瑞慶、楊國夫、許石柳、陳評論、陳昭玲、涂順發、胡松榮、宋世平、呂正黨、莊?喜、俞喜龍、張啟明等共19席。

## 第11屆
- 期間：民國75年3月1日~79年2月28日(1986-1990)
- 議長：鄭永發
- 副議長：許南豐
- 議員：張再扶、劉陳昭玲、許麗音、許素葉、蔡豐盛、顏重慶、陳評論、許嘉生、藍俊昇、林興傑、陳記順、黃建築、洪榮郎、呂正黨、歐中慨、俞喜龍、張啟明等共19席。

## 第12屆
- 期間：民國79年3月1日~83年2月28日(1990-1994)
- 議長：黃建築
- 副議長：劉陳昭玲
- 議員：張再扶、林敬欽、蘇崑雄、許南豐、洪榮郎、呂春茶、藍俊昇、許麗音、陳海山、陳進兩、李毓璋、黃宗妙、方榮一、許永春、歐中慨、許龍富、陳友志等共19席。

## 第13屆
- 期間：民國83年3月1日~87年2月28日(1994-1998)
- 議長：黃建築
- 副議長：劉陳昭玲
- 議 員：顏重慶、許麗音、陳海山、張再扶、陳百川、蘇崑雄、洪榮郎、陳記順、林素妹、陳進兩、李毓璋、方榮一、陳富厚、歐中慨、莊雙喜、許長福、張啟明等共19席。

## 第14屆
- 期間：民國87年3月1日~91年2月28日(1998-2002)
- 議長：蘇崑雄
- 副議長：顏重慶
- 議員：張再扶、呂永泰、翁世墊、陳雙全、陳海山、陳百川、胡俊傑、陳永和、林素妹、吳明浩、蔡清續、宋國進、方榮一、歐中慨、許啟川、葉明縣、張啟明等共19席。

## 第15屆
- 期間：民國91年3月1日~95年2月28日(2002-2006)
- 議長：劉陳昭玲
- 副議長：張再扶
- 議員：蘇崑雄、蘇文佐、陳雙全、陳百川、高植澎、張貴洲、顏重慶、陳海山、黃素自、吳政杰、歐陽洲、魏長源、方榮一、李添進、許月里、葉明縣、呂啟宗等共19席。

## 第16屆
第16屆澎湖縣議員係於2005年底之三合一選舉選出，任期自2006年3月1日至2010年3月1日止。
- 第一選區（馬公市）
  - 藍俊逸，中國國民黨籍，副議長。
  - 陳海山，無黨籍。
  - 劉陳昭玲，中國國民黨籍，議長。
  - 蘇文佐，無黨籍。
  - 葉竹林，無黨籍。
  - 吳文相，無黨籍。
  - 呂春茶，無黨籍。
  - 鄭清發，無黨籍。
  - 胡松榮，中國國民黨籍。
  - 楊曜，民主進步黨籍。
  - 陳雙全，中國國民黨籍。
- 第二選區（湖西鄉）
  - 歐陽洲，無黨籍。
  - 陳進兩，無黨籍。
- 第三選區（白沙鄉）
  - 魏長源，中國國民黨籍，前白沙鄉長。
  - 陳定國，無黨籍（2007年4月24日就職）。
- 第四選區（西嶼鄉）
  - 許月里，無黨籍。
  - 李添進，無黨籍。
- 第五選區（望安鄉）
  - 葉明縣，無黨籍。
- 第六選區（七美鄉）
  - 夏晨榮，中國國民黨籍。

## 第17屆
- 議長：劉陳昭玲
- 副議長：藍俊逸
- 議員：歐中概、陳雙全、蘇文佐、楊曜、葉竹林、鄭清發、陳海山、黃春燕、吳文相、成萬貫、歐陽洲、宋國進、魏長源、李添進、許月里、葉明縣、夏晨榮等共19席

## 第18屆
任期由2014年到2018年
- 第一選區：（8席）馬公市
- 第二選區：（3席）湖西鄉
- 第三選區：（2席）白沙鄉
- 第四選區：（1席）西嶼鄉
- 第五選區：（1席）望安鄉
- 第六選區：（1席）七美鄉

| 選區     | 政黨         | 姓名     | 備註 |
| -------- | ------------ | -------- | ---- |
| 第一選區 | 中國國民黨   | 劉陳昭玲 | 議長 |
| 第一選區 | 中國國民黨   | 陳雙全   |      |
| 第一選區 | 民主進步黨   | 陳慧玲   |      |
| 第一選區 | 民主進步黨   | 呂黃春金 |      |
| 第一選區 | 無黨籍       | 陳海山   |      |
| 第一選區 | 無黨籍       | 張再興   |      |
| 第一選區 | 無黨籍       | 蘇陳綉色 |      |
| 第一選區 | 無黨團結聯盟 | 胡松榮   |      |
| 第二選區 | 中國國民黨   | 陳振中   |      |
| 第二選區 | 民主進步黨   | 蔡清續   |      |
| 第二選區 | 無黨團結聯盟 | 成萬貫   |      |
| 第三選區 | 無黨籍       | 宋國進   |      |
| 第三選區 | 無黨籍       | 魏長源   |      |
| 第四選區 | 無黨籍       | 楊石龍   |      |
| 第五選區 | 無黨籍       | 陳佩真   |      |
| 第六選區 | 無黨籍       | 呂啟宗   |      |

政黨席次
| 政黨         | 當選席次 | 備註 |
| ------------ | -------- | ---- |
| 中國國民黨   | 4席      |      |
| 民主進步黨   | 3席      |      |
| 無黨團結聯盟 | 1席      |      |
| 無黨籍       | 11席     |      |

## 第19屆
任期由2018年到2022年
- 第一選區：（11席）馬公市
- 第二選區：（3席）湖西鄉
- 第三選區：（2席）白沙鄉
- 第四選區：（1席）西嶼鄉
- 第五選區：（1席）望安鄉
- 第六選區：（1席）七美鄉

| 選區     | 政黨           | 姓名                       | 備註   |
| -------- | -------------- | -------------------------- | ------ |
| 第一選區 | 中國國民黨     | 劉陳昭玲                   | 議長   |
| 第一選區 | 中國國民黨     | 陳雙全                     | 副議長 |
| 第一選區 | 中國國民黨     | 呂光宇                     |        |
| 第一選區 | 中國國民黨     | 歐中慨                     |        |
| 第一選區 | 民主進步黨     | 陳慧玲                     |        |
| 第一選區 | 民主進步黨     | 呂黃春金                   |        |
| 第一選區 | 無黨籍         | 藍凱元                     |        |
| 第一選區 | 無黨籍         | 陳海山                     |        |
| 第一選區 | 無黨籍         | 張再興                     |        |
| 第一選區 | 無黨籍         | 蘇陳綉色                   |        |
| 第一選區 | 無黨團結聯盟   | 胡松榮                     |        |
| 第二選區 | 中國國民黨     | 陳振中                     |        |
| 第二選區 | 民主進步黨     | 蔡清續                     |        |
| 第二選區 | 無黨籍         | 許育愷                     |        |
| 第三選區 | 無黨籍 →無黨籍 | 宋國進（任內病逝） →宋昀芝 |        |
| 第三選區 | 無黨籍         | 魏長源                     |        |
| 第四選區 | 無黨籍         | 李添進                     |        |
| 第五選區 | 無黨籍         | 陳佩真                     |        |
| 第六選區 | 無黨籍         | 夏晨榮                     |        |

政黨席次
| 政黨         | 當選席次 | 備註 |
| ------------ | -------- | ---- |
| 中國國民黨   | 5席      |      |
| 民主進步黨   | 3席      |      |
| 無黨團結聯盟 | 1席      |      |
| 無黨籍       | 10席     |      |

## 第20屆
任期由2022年到2026年
- 第一選區：（11席）馬公市
- 第二選區：（3席）湖西鄉
- 第三選區：（2席）白沙鄉
- 第四選區：（1席）西嶼鄉
- 第五選區：（1席）望安鄉
- 第六選區：（1席）七美鄉

| 選舉區   | 範圍   | 席次 | 政黨         | 議員     | 備註                 |
| -------- | ------ | ---- | ------------ | -------- | -------------------- |
| 第一選區 | 馬公市 | 11   | 中國國民黨   | 劉陳昭玲 | 第15屆至20屆議長辭職 |
| 第一選區 | 馬公市 | 11   | 中國國民黨   | 許國政   |                      |
| 第一選區 | 馬公市 | 11   | 中國國民黨   | 歐中慨   |                      |
| 第一選區 | 馬公市 | 11   | 民主進步黨   | 蘇育德   |                      |
| 第一選區 | 馬公市 | 11   | 民主進步黨   | 呂黃春金 |                      |
| 第一選區 | 馬公市 | 11   | 無黨團結聯盟 | 胡松榮   |                      |
| 第一選區 | 馬公市 | 11   | 無黨籍       | 藍凱元   | 副議長               |
| 第一選區 | 馬公市 | 11   | 無黨籍       | 陳海山   |                      |
| 第一選區 | 馬公市 | 11   | 無黨籍       | 張再興   |                      |
| 第一選區 | 馬公市 | 11   | 無黨籍       | 蘇陳綉色 |                      |
| 第一選區 | 馬公市 | 11   | 無黨籍       | 陳毓仁   | 議長                 |
| 第二選區 | 湖西鄉 | 3    | 中國國民黨   | 吳政杰   |                      |
| 第二選區 | 湖西鄉 | 3    | 民主進步黨   | 蔡清續   |                      |
| 第二選區 | 湖西鄉 | 3    | 無黨籍       | 許育愷   |                      |
| 第三選區 | 白沙鄉 | 2    | 無黨籍       | 宋昀芝   |                      |
| 第三選區 | 白沙鄉 | 2    | 無黨籍       | 魏睿宏   |                      |
| 第四選區 | 西嶼鄉 | 1    | 無黨籍       | 許月里   |                      |
| 第五選區 | 望安鄉 | 1    | 無黨籍       | 陳佩真   |                      |
| 第六選區 | 七美鄉 | 1    | 無黨籍       | 張仁和   |                      |

政黨席次
| 政黨         | 當前席次 | 備註 |
| ------------ | -------- | ---- |
| 中國國民黨   | 4席      |      |
| 民主進步黨   | 3席      |      |
| 無黨團結聯盟 | 1席      |      |
| 無黨籍       | 11席     |      |